# Баальбек-Хермель
Баальбек-Хермель (араб. بعلبك - الهرمل‎) — одна из мухафаз Ливана.. Он включает в себя районы Баальбек и Эль-Хирмиль (Хермель), которые в свою очередь подразделяются на 74 муниципалитета . Столица — Баальбек. Площадь провинции составляет 3009 км² и граничит с мухафазой Аккар на северо-западе, мухафазой Север или Северный Ливан на западе, мухафазой Кесеруан-Джубейль и мухафазой Горный Ливан на юго-западе, мухафазой Бекаа на юге и сирийскими мухафазами Хомс и Риф-Димашк на северо-восток и юго-восток. Мухафаза занимает северную часть долины Бекаа, важнейшего сельскохозяйственного района Ливана.
Мухафаза Баальбек-Хермель  была образована в результате принятия Закона № 522 от 16 июля 2003 года, в соответствии с которым районы Баальбек и Эль-Хирмиль были отделены от мухафазы Бекаа.Воплощение реализации нового региона началась только в 2014 году с назначением первого губернатора Башира Ходра.
По оценкам УВКБ ООН, в 2015 году численность населения провинции составляла 416 427 человек, включая 137 788 зарегистрированных беженцев гражданской войны в Сирии и 8 117 палестинских беженцев. Гражданское население Ливана преимущественно шииты, есть также христиане и сунниты. С другой стороны, население провинции, состоящее из беженцев, состоит в основном из мусульман-суннитов.
Это и без того один из беднейших регионов Ливана, а недавний приток сирийских беженцев создал дополнительную нагрузку на хрупкую инфраструктуру и службы провинции. Насилие из-за войны в Сирии перекинулось на провинцию, особенно в районы вокруг Арсаля и Рас-Баальбека (англ. Ras Baalbek) . В северной части долины Бекаа и Баальбеке победу на выборах одержали «Хезболла» и движение «Амаль», однако 46% электората на последних выборах проголосовали за оппозиционную партию «Баальбек Мадинати».
В 2019 году Управление Верховного комиссара Организации Объединённых Наций по делам беженцев оценило население провинции в 451 600 человек и 2 860 палестинских беженцев 

## Галерея

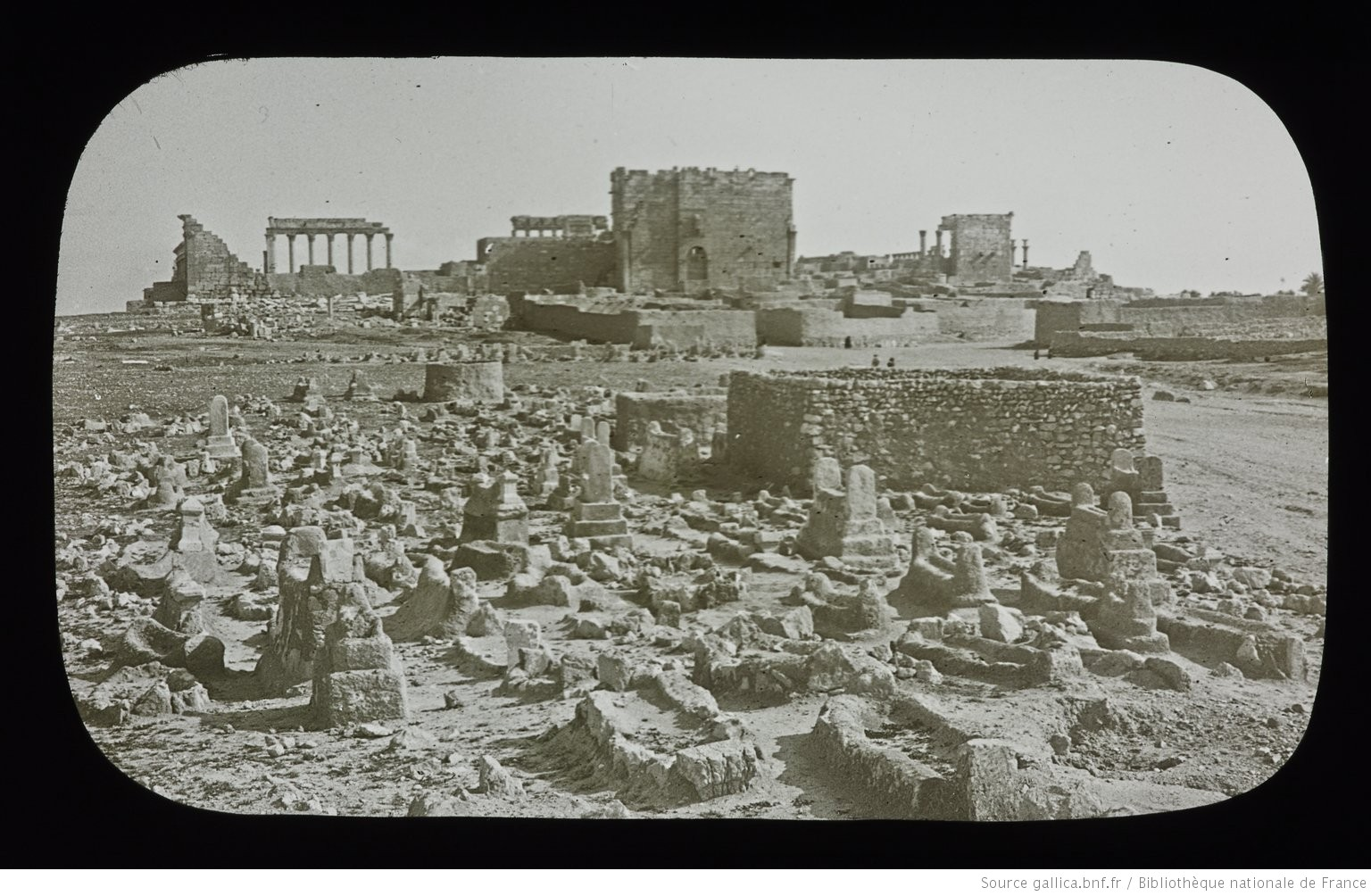
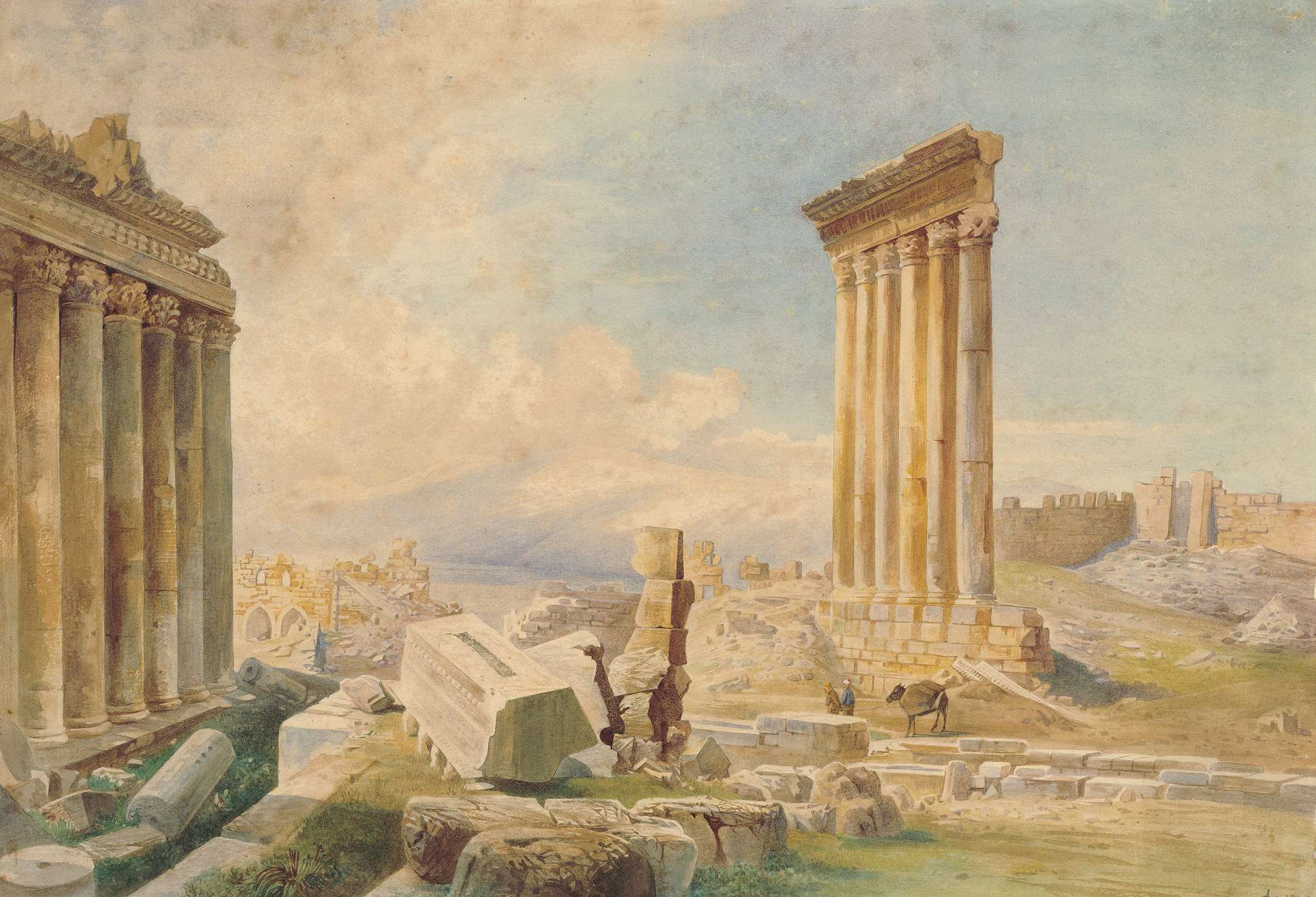
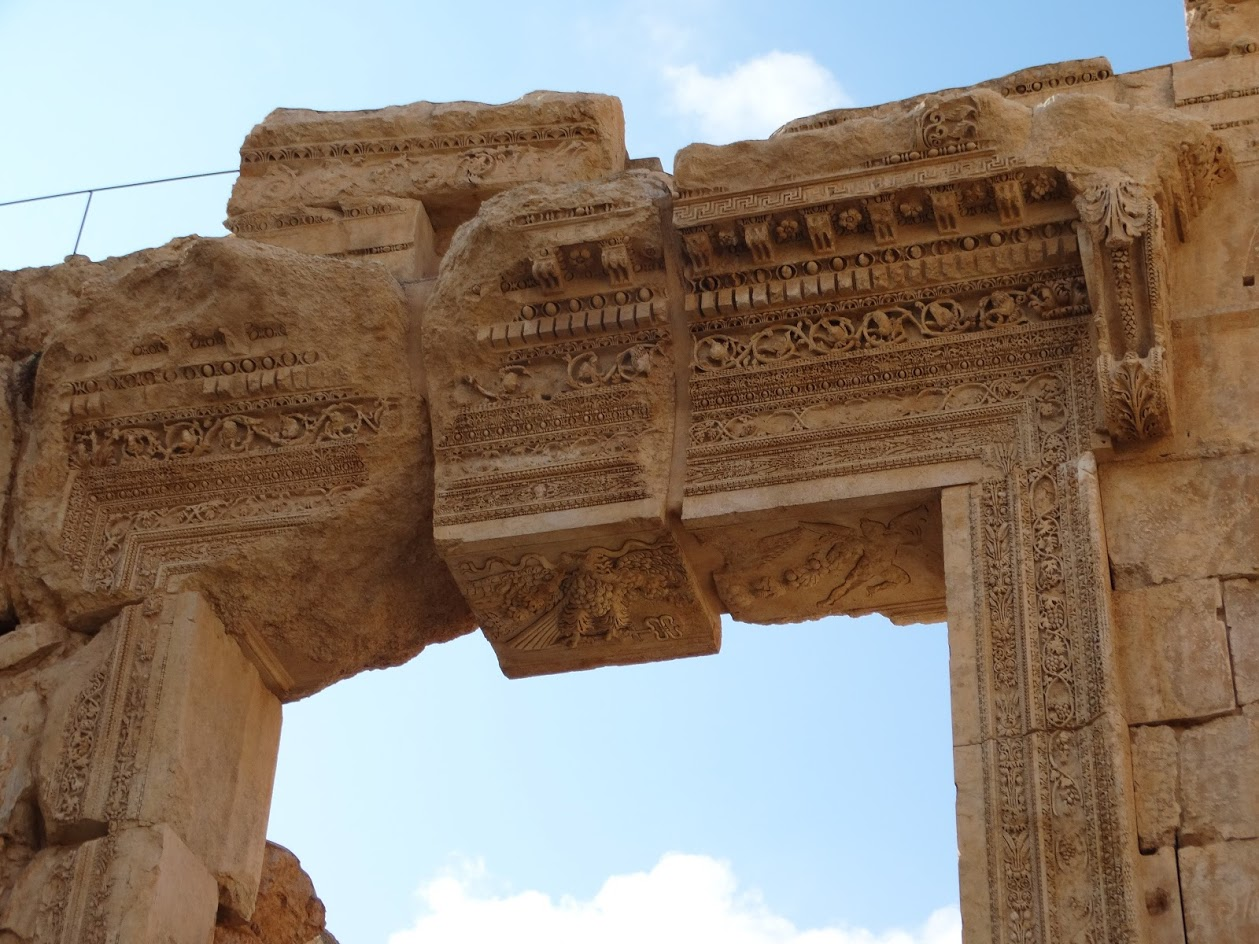
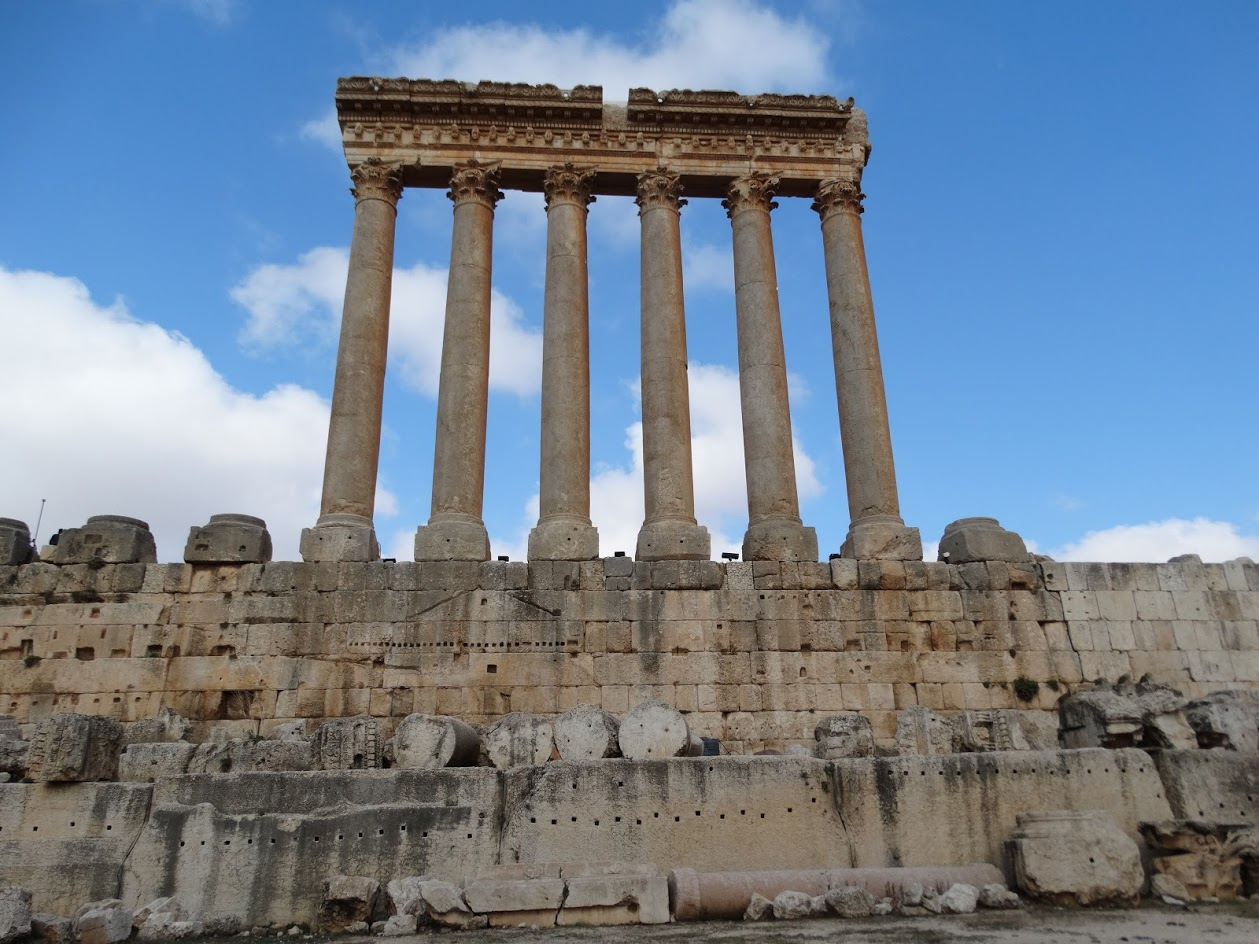
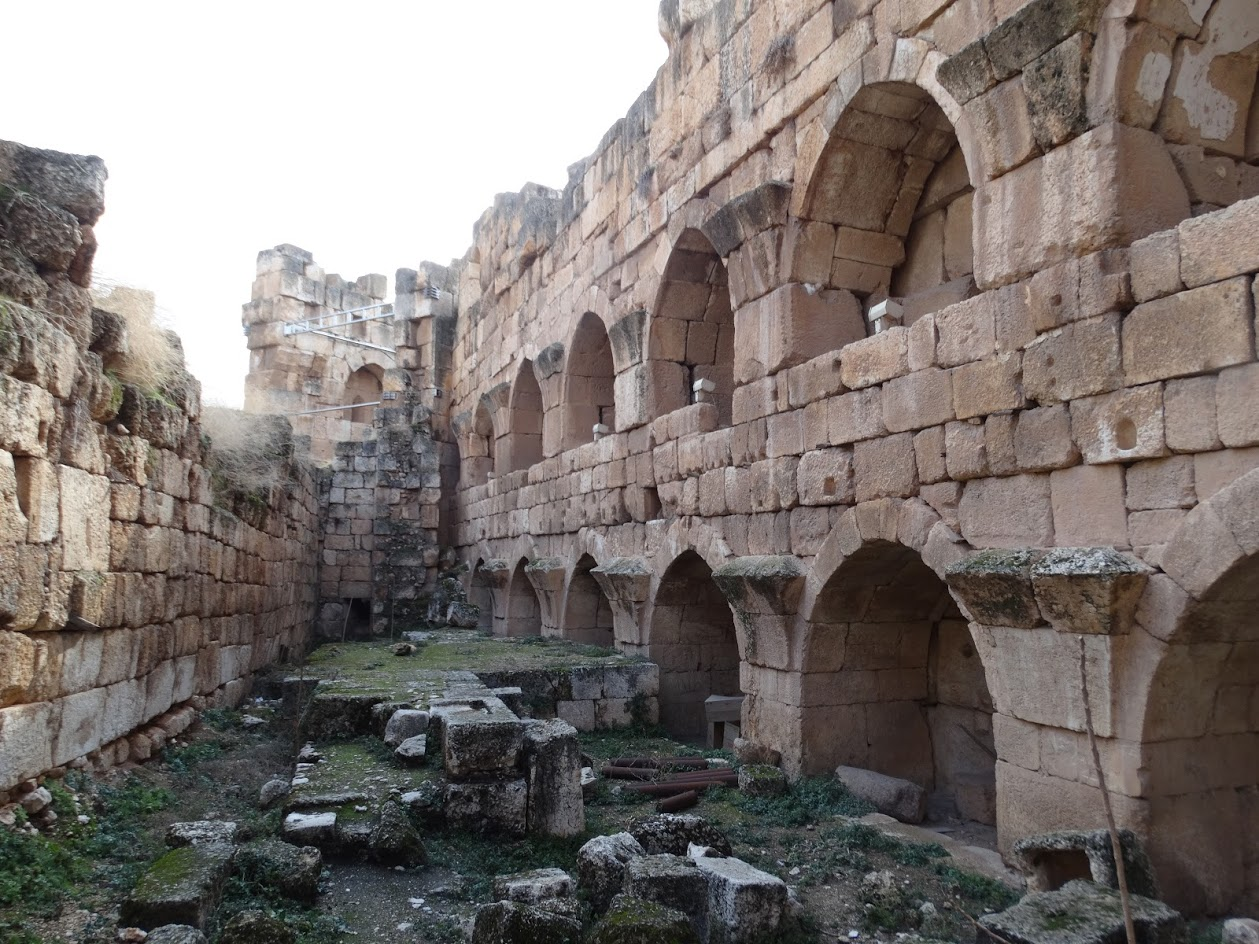
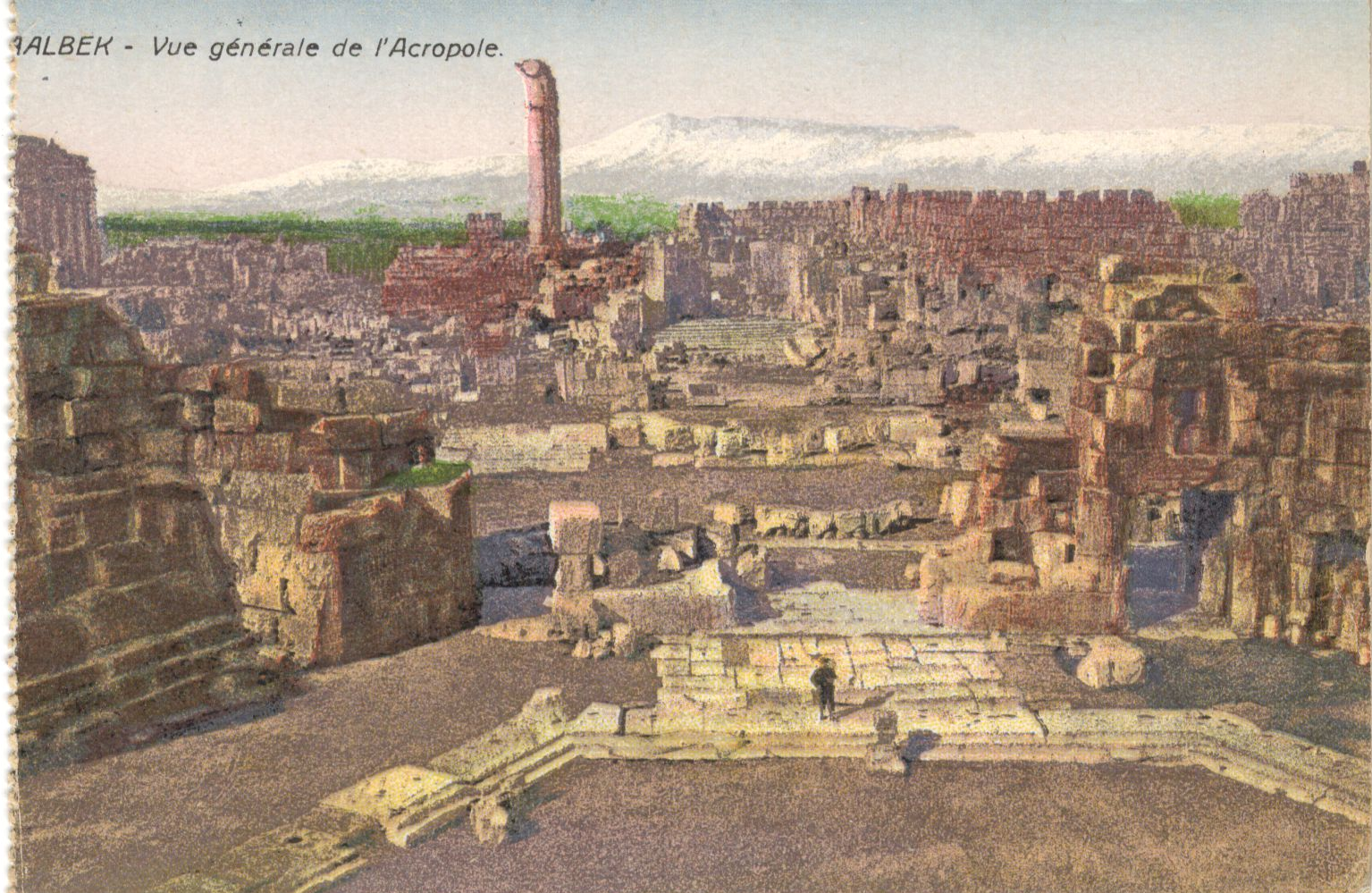
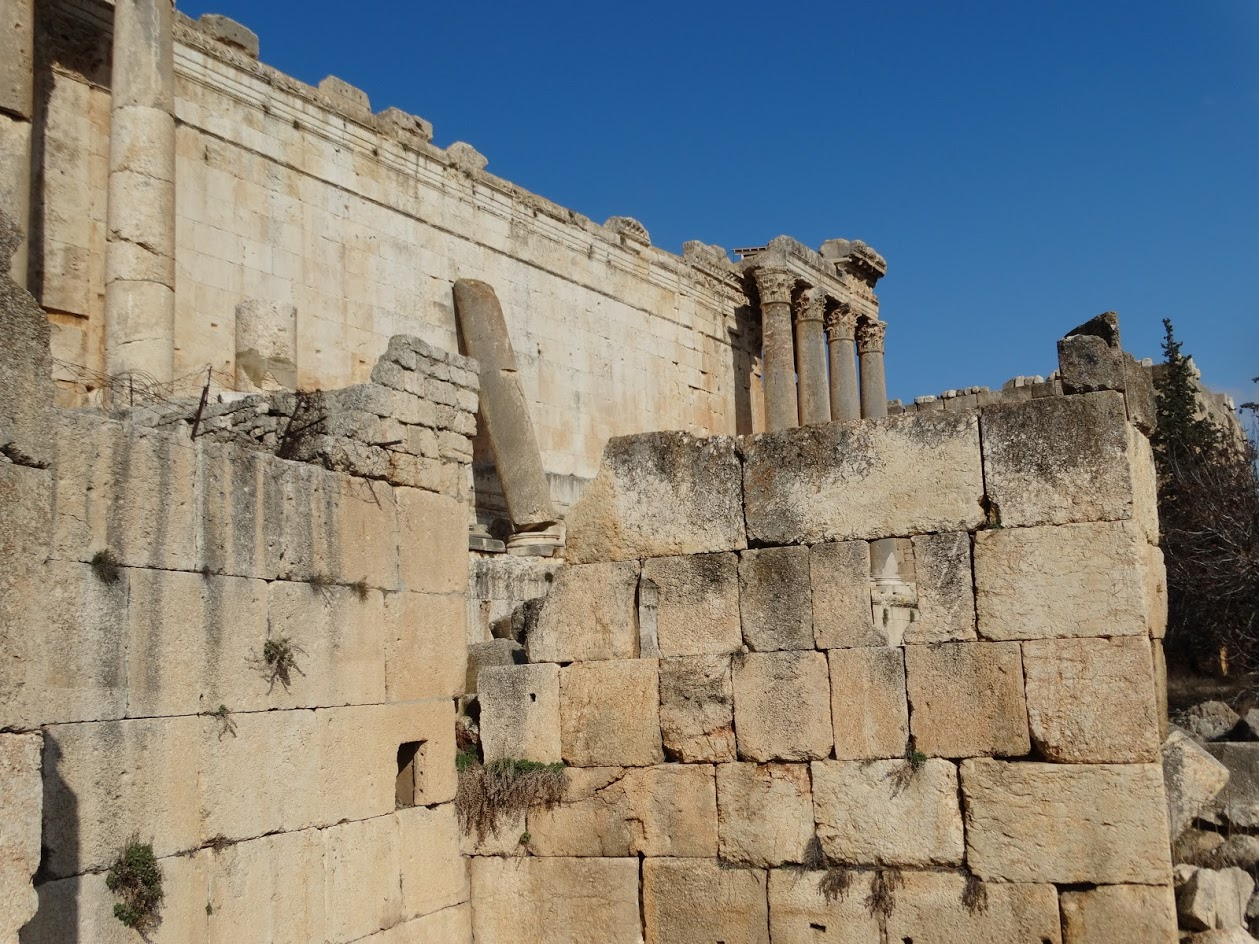
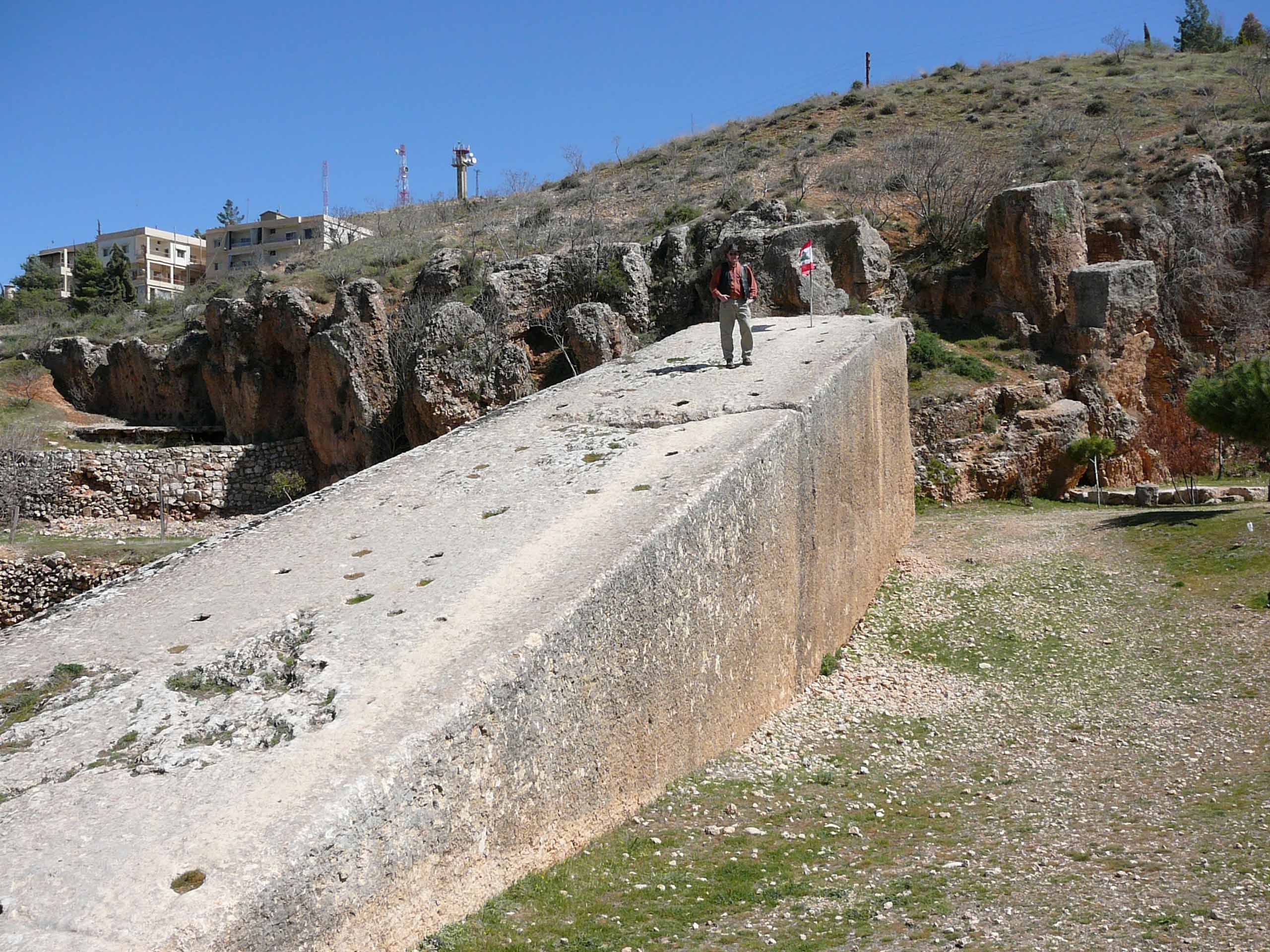

## Районы
Мухафаза разделена на 2 района:
- Баальбек
- Хермель